# Bjäre

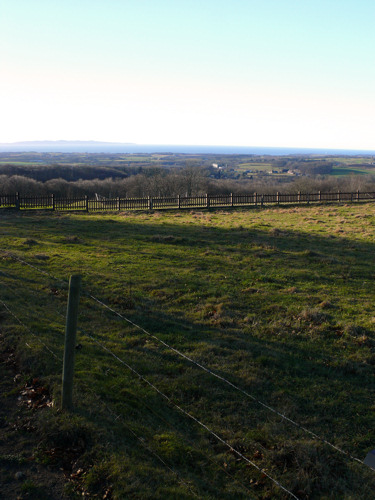
Uitzicht over het schiereiland en het eiland Hallands väderö

Bjäre is een schiereiland gelegen in het noordwesten van de Zweedse provincie Skåne län. Het grootste deel van het schiereiland behoort tot de gemeente Båstad. Een deel van de heuvelrug Hallandsåsen ligt op het schiereiland. Aan de noordwestkust liggen het klifachtige gebied Hovs hallar. 

## Golfbanen
Golf is een populaire vorm van recreatie op het schiereiland. De volgende golfbanen liggen op het schiereiland:
- Bjäre GK
- Båstad GK
- Sönnertorps GK
- Torekovs GK
- Åkagårdens GK
- Äppelgårdens GK